# Prix Olivier-Chesneau
Le prix Olivier-Chesneau, ou simplement prix Chesneau, est un prix scientifique remis par l'Observatoire européen austral et l'Observatoire de la Côte d'Azur tous les deux ans depuis 2015.

## Création
Le prix a été établi par l'Observatoire européen austral (ESO) et l'Observatoire de la Côte d'Azur pour commémorer la vie et l'oeuvre de l'astronome Olivier Chesneau.

## Domaine
Ce prix est décerné par l'Observatoire européen austral (ESO) et l'Observatoire de la Côte d'Azur tous les deux ans pour la meilleure thèse de doctorat complétée dans le domaine de l'astronomie à haute résolution angulaire.

## Récipiendaires
- 2015 : Julien Milli[1] (IPAG)
- 2017 : Rachael Rottenbacher[2] (University of Michigan), pour sa thèse intitulée "Shifting the Starspot Paradigm through Imaging Magnetic Structures and Evolution"
- 2019 : Jozua de Boer[3] (Leiden Observatory), pour sa thèse de doctorat titrée High-contrast Imaging of Protoplanetary Disks (Imagerie à haut contraste de disques protoplanétaires).
- 2021 : Mathias Nowak[4] (LESIA), pour sa thèse intitulée "La conjonction 2017 de Beta Pictoris b : la vie et la mort de PicSat, suivie d'une observation VLTI/GRAVITY de la ré-émergence"
- 2023 : Iva Laginja[5] (ONERA, LAM, STScI), pour sa thèse intitulé "Contrast-based tolerancing of space telescopes for exoEarth imaging"